# Maruca amboinalis
Maruca amboinalis là một loài bướm đêm trong họ Crambidae.